# Desmoscolex lamani
Desmoscolex lamani är en rundmaskart som beskrevs av Juget 1969. Desmoscolex lamani ingår i släktet Desmoscolex och familjen Desmoscolecidae. Inga underarter finns listade i Catalogue of Life.